# L'ultimo re (romanzo)
L'ultimo re (The Last Kingdom) è un romanzo storico del 2004 scritto da Bernard Cornwell. Il romanzo fa parte della serie Le cronache dei Sassoni (The Saxon Stories) di Bernard Cornwell.
L'ultimo re è incentrato sulla giovinezza di Uhtred, il quale racconta le sue vicende a partire da quando aveva dieci anni (nell'anno 866 d.C.) fino a quando ne ha circa venti (876).
Da questo romanzo è tratta parte del serial The Last Kingdom in onda dal 2015 sulla rete BBC Two.

## Trama
La storia inizia quando il giovane Osbert, figlio minore dell'aldermanno Uhtred di Bebbanburg, perde il fratello maggiore Uhtred, ucciso mentre aveva il compito di seguire le mosse di un gruppo di danesi sbarcati nei dintorni del castello. Il padre di Uhtred, l'aldermanno Uhtred, decide, a seguito della perdita del primogenito, di radunare le sue truppe ed unirsi agli eserciti di altri due aldermanni, nel tentativo di arrestare i Danesi, che già da qualche anno avevano preso di mira i regni sassoni della Gran Bretagna, attraverso scorrerie e saccheggi.
Osbert, ribattezzato Uhtred da padre Beocca, precettore a Bebbanburg, viene portato dal padre al seguito dell'esercito per poter apprendere l'arte della guerra. Alla vigilia dello scontro le previsioni per l'esito della battaglia sono tutte favorevoli alle truppe sassoni: sono in maggioranza numerica, il nemico è assediato nella città di Eoferwich e il Dio cristiano è dalla loro parte contro i pagani. Il mattino seguente lo scontro ha inizio e Uhtred, preso dall'eccitazione della battaglia, segue gli uomini del padre, nonostante gli fosse stato ordinato di rimanere al campo con i preti.
Appena l'esercito sassone oltrepassa la debole palizzata posta a difesa della città di Eoferwich, si rende conto di essere caduto in una trappola; i danesi sono molti di più del previsto ed hanno costruito delle barricate nelle vie della città per costringere i sassoni a muoversi in un'unica direzione. Uhtred, nel tentativo di allontanarsi dalla carneficina in atto, si scontra col danese che aveva riportato la testa mozzata del fratello a Bebbanburg e, senza paura, cerca di attaccarlo con la sua spada da bambino. La piccola spada si piega durante l'urto con lo scudo nemico, provocando ilarità e simpatia nell'avversario, il signore della guerra danese Ragnar, il quale, stupito del coraggio del bambino, non lo uccide e lo prende con sé. La battaglia di Eoferwich segna la fine del regno sassone indipendente di Northumbria, che diviene un regno fantoccio nelle mani dei danesi.
Uhtred, ormai orfano di padre e non riscattato dallo zio che nel frattempo ha usurpato il rango di aldermanno di Bebbanburg, cresce come un vero danese, come un figlio del conte Ragnar, che si affeziona al ragazzo, perché vede in lui tutte le qualità che un vero guerriero danese deve possedere. Negli anni seguenti Uhtred segue Ragnar nelle campagne militari danesi che abbattono uno dopo l'altro tutti i regni sassoni indipendenti, Northumbria, Mercia e Anglia Orientale, fino a che il destino non conduce il ragazzo al servizio del re del Wessex, Alfredo il Grande, l'unico re sassone che resiste col suo esercito agli invasori danesi.

## Personaggi

### Non storici
- Uhtred Ragnarson, nato Osbert, protagonista e narratore, aldermanno spodestato di Bebbanburg
- Jarl Ragnar, signore della guerra danese che ha adottato Uhtred
- Ragnar Ragnarsson, detto Ragnar il giovane, figlio del conte Ragnar, fratello adottivo di Uhtred
- Rorik Ragnarsson, figlio minore del conte Ragnar e amico d'infanzia di Uthred
- Thyra Ragnarsdottir, figlia del conte Ragnar e sorella adottiva di Uthred
- Brida, ragazza dell'Anglia orientale, amante e amica di Uhtred
- Sigrid, moglie del conte Ragnar e madre di Ragnar il giovane, Rorik e Thyra
- Ravn, bardo (scaldo) cieco e padre dello jarl Ragnar
- Sven Kjartansson, nemico giurato di Uhtred e figlio di Kjartan
- Kjartan, comandante di una nave del conte Ragnar
- Padre Beocca, prete alla corte di re Alfred ed amico ed ex precettore di Uhtred
- Mildrith, giovane e devota donna sassone, figlia adottiva di Odda il Vecchio e prima moglie di Uthred
- Leofric, amico di Uhtred, guerriero e marinaio sassone
- Odda il giovane, figlio dell'aldermanno sassone Odda il Vecchio
- Ælfric, zio di Uhtred ed usurpatore del titolo di aldermanno di Bebbanburg
- Lord Uhtred di Bebbanburg, padre di Uhtred
- Gytha, matrigna di Uhtred

### Storici
- Re Alfred del Wessex (Alfredo il Grande), re del Wessex
- Guthrum lo scalognato, signore della guerra danese
- Ubbe Ragnarsson, signore della guerra danese, fratello maggiore di Ivar e Halfdan
- Ivar Ragnarsson (Ivar senz' ossa), signore della guerra danese, fratello di Ubbe e Halfdan
- Halfdan Ragnarsson, signore della guerra danese, fratello minore di Ubbe e Ivar
- Ælswith, moglie di Alfredo
- Æthelwold, nipote di Alfredo e amico di Uhtred
- Aldermanno Odda, Odda del Devon, aldermanno del Wessex
- Re Edmondo dell'Anglia orientale
- Re Osbert di Northumbria

## Edizioni
- (EN) Bernard Cornwell, The Last Kingdom, HarperCollins, 2004, ISBN 0-00-714990-5, OCLC 56647847.
- Bernard Cornwell, L'ultimo re, collana La gaja scienza (n. 789), traduzione di Donatella Pini, Longanesi, 23 marzo 2006,  p. 409, ISBN 88-304-2254-1, OCLC 799215895.
- Bernard Cornwell, L'ultimo re, traduzione di Donatella Pini, Teadue, TEA, 2007,  p. 406, ISBN 978-88-502-1486-0, OCLC 635840679.
- Bernard Cornwell, L'ultimo re, traduzione di Donatella Pini, Tea più, TEA, 14 febbraio 2019,  p. 410, ISBN 9788850252978.